# Chałupki Medyckie
Chałupki Medyckie – przysiółek wsi Medyka w Polsce, położony w województwie podkarpackim, w powiecie przemyskim, w gminie Medyka, w sołectwie Medyka.
W latach 1975–1998 miejscowość była położona w województwie przemyskim.
Chałupki Medyckie posiadają 45 domów i znajdują się nad wschodnim brzegu Sanu.
Od Medyki oddzielają je linie kolejowe nr 121 i nr 124 prowadzące do pobliskiej towarowej stacji przeładunkowej. Od południowej strony znajduje się Medyka Rozrządowa z linia kolejową nr 91 oraz droga krajowa nr 28 prowadząca do przejścia granicznego z Ukrainą.